# Champtonnay
Champtonnay ist eine Gemeinde im französischen Département Haute-Saône in der Region Bourgogne-Franche-Comté.

## Geographie
Champtonnay liegt auf einer Höhe von 219 m über dem Meeresspiegel, neun Kilometer südöstlich von Gray und etwa 32 Kilometer westnordwestlich der Stadt Besançon (Luftlinie). Das Dorf erstreckt sich im Südwesten des Départements, in der Ebene von Gray, in der Talniederung der Tenise an der Einmündung des Ruisseau de Venère.
Die Fläche des 5,24 km² großen Gemeindegebiets umfasst einen Abschnitt der leicht gewellten Landschaft zwischen den Talebenen von Saône im Norden und Ognon im Süden. Von Osten nach Westen wird das Gebiet von der Talniederung der Tenise durchquert, welche für die Entwässerung zur Saône sorgt und eine Breite von maximal einem Kilometer aufweist. Flankiert wird das Tal auf beiden Seiten von dem Plateau, das sich westlich der Monts de Gy ausdehnt und durchschnittlich auf 235 m liegt. Es wird durch die Tälchen verschiedener kurzer Seitenbäche der Tenise, darunter des Ruisseau de Venère untergliedert. Das Plateau ist aus Sedimenten des Tertiärs und der Kreidezeit aufgebaut und wird teils landwirtschaftlich genutzt, teils ist es von Wald bestanden. Im Westen reicht der Gemeindeboden in den Bois de la Fiolle und nach Südwesten bis auf eine Kuppe des Bois d'Arsans. Hier wird mit 259 m die höchste Erhebung von Champtonnay erreicht.
Nachbargemeinden von Champtonnay sind Cresancey im Norden, Onay im Osten, Venère und Valay im Süden sowie Arsans und Noiron im Westen.

## Geschichte
Die Überreste eines römischen Verkehrsweges weisen auf eine frühe Besiedlung des Gebietes hin. Erstmals urkundlich erwähnt wird Champtonnay im Jahr 1267. Im Mittelalter gehörte das Dorf zur Freigrafschaft Burgund und darin zum Gebiet des Bailliage d’Amont. Die lokale Herrschaft ging 1417 an die Familie von Scey, 1538 an die Familie Perrenot. Zusammen mit der Franche-Comté gelangte Champtonnay mit dem Frieden von Nimwegen 1678 definitiv an Frankreich.

## Sehenswürdigkeiten

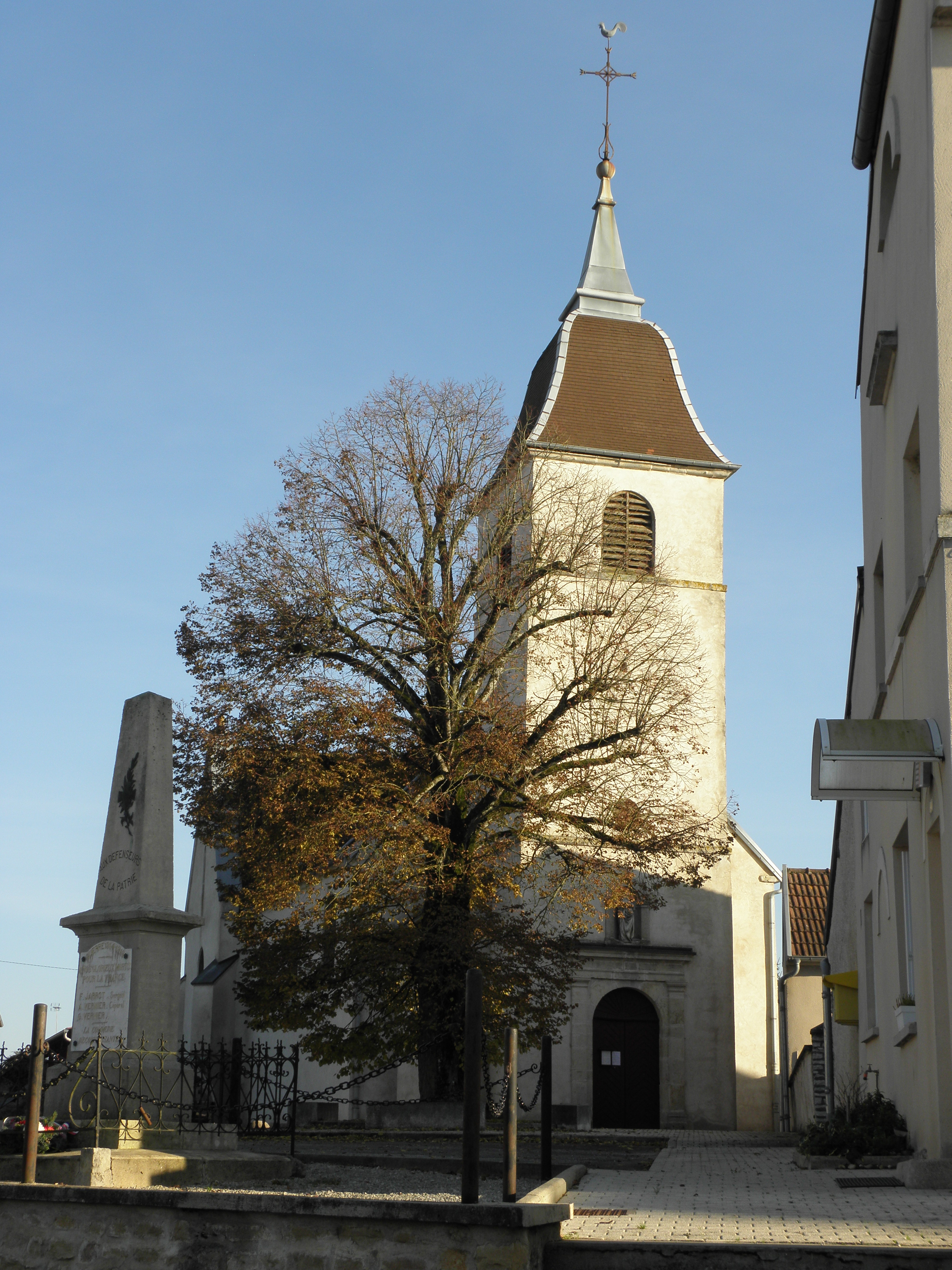
Kirche Saint-Médard

Die Kirche von Champtonnay wurde im 18. Jahrhundert errichtet. Vom mittelalterlichen Herrschaftssitz (12. Jahrhundert) sind Ruinen erhalten. Zu den weiteren Sehenswürdigkeiten zählen die ehemalige Ziegelei (erste Hälfte des 19. Jahrhunderts) und das überdachte Lavoir, das einst als Waschhaus und Viehtränke diente.

## Bevölkerung
| Jahr                       | 1962 | 1968 | 1975 | 1982 | 1990 | 1999 | 2006 | 2011 | 2016 | 2022 |
| Einwohner                  | 62   | 70   | 65   | 78   | 80   | 87   | 91   | 82   | 99   | 80   |
| Quellen: Cassini und INSEE |      |      |      |      |      |      |      |      |      |      |

Mit 80 Einwohnern (1. Januar 2022) gehört Champtonnay zu den kleinsten Gemeinden des Département Haute-Saône. Nachdem die Einwohnerzahl in der ersten Hälfte des 20. Jahrhunderts deutlich abgenommen hatte (1886 wurden noch 141 Personen gezählt), wurde seit Mitte der 1970er Jahre wieder ein leichtes Bevölkerungswachstum verzeichnet.

## Wirtschaft und Infrastruktur
Champtonnay war lange Zeit ein vorwiegend durch die Landwirtschaft (Ackerbau, Obstbau und Viehzucht) und die Forstwirtschaft geprägtes Dorf. Heute gibt es einige Betriebe des lokalen Kleingewerbes. In den letzten Jahrzehnten hat sich das Dorf zu einer Wohngemeinde gewandelt. Viele Erwerbstätige sind deshalb Wegpendler, die in den größeren Ortschaften der Umgebung ihrer Arbeit nachgehen.
Die Ortschaft ist verkehrstechnisch gut erschlossen. Sie liegt an der Hauptstraße D67, die von Gray nach Besançon führt. Weitere Straßenverbindungen bestehen mit Valay und Onay.